# 樟溪镇
樟溪镇，是中华人民共和国广东省潮州市饶平县下辖的一个乡镇级行政单位。
樟溪镇在明清時期屬信寧都陳塘堡。

## 行政区划
樟溪镇下辖以下地区：
径北村、下院村、英粉村、下广村、上广村、烈火村、龙光村、锡坑村、安溪村、新民村、刘厝埔村、内庵村、四罗村、乌溪村、魏厝楼村、厂埔村、军寮村、山斗村、青岚村、柘林村、高蔡林场和乌石农场。

## 信仰
锡坑村
- 国王庙:供奉三山国王、城隍公

下广村
- 三山国王庙:供奉三山国王

## 語言
樟溪镇通行潮州話。

## 姓氏由來
魏姓， 始祖魏杞，宋末自京城临安移居莆田。魏杞生有4子，次子魏廷壁字景玉，宋宁宗庆元二年(1196)进士。宋理宗宝庆元年（1225）任潮州通判。其时已近宋元易代之秋，魏杞辞官来潮，与次子同住。后病逝潮州。魏廷壁通判任满，因元兵大举入侵，无法携眷同行，故将家眷寄居潮州，初居府学前。魏廷壁回莆田葬母后再回潮州，举家迁居揭阳渔湖。魏廷壁生有四子，之后子孙散居潮汕各地。潮汕魏氏尊魏廷壁为一世祖。裔孙居汕头、龙湖、濠江、潮阳、潮南、澄海、南澳、潮州湘桥区、潮安赤凤、凤凰、饶平樟溪、黄冈等地。
鍾姓， 明朝洪武年间，樟溪乌溪钟氏先祖从福建汀州迁徙广东大埔县，其后，子孙又迁饶平，择此蜜蜂采花宝地创乡定居，据说因村前溪流不断且溪石乌亮发光（黑色），故取村名乌溪。
陳姓， 開漳始祖元光公裔孙陈木苑，元末明初从福建迁居饶平县大榕，后裔分衍于今樟溪镇厂埔村等地。
陳姓， 南宋期間，開漳聖王陳元光第二十三世孫陳洪進由福建漳州遷三饒鎮。陳洪進裔孫派衍陳元先，今饶平县樟溪镇厂埔村后裔陳氏奉陳元先為房祖。
陳姓，  開漳聖王陈元光派景肅支脈，陳景肅（1130～1203年），字和仲，號石屏，居福建漳州府漳浦縣安仁鄉修竹裏四都漸山（今屬詔安縣），遷仙人峰（今漳州雲霄竹塔）。後裔陳子成（1276～1360年）元初遷福建漳州府平和縣石繩(今平和县国强乡高坑村)，陳郡壽於元末分居漳州詔安縣太平鎮白葉。裔孫陳崇仁四子從福建漳州詔安縣二都太平鎮白葉古竹遷廣東潮州饒平樟溪內庵，後其裔孫陳遠裕再遷饒平縣湯溪青竹徑。
陳姓， 元末明初陳諄實兄弟三人由福建詔安縣溪南鄉(诏安县深桥镇溪南村)遷饒平，陳諄實兄居大埕鎮紅花村，陳諄實弟居錢東鎮峙時村，陳諄實居錢東鎮烏洞村。明隆庆至万历年间，錢東紫云陈姓移居樟溪镇锡坑。漳州詔安溪南陳氏，屬開漳始祖元光公詔安縣景雍支脈 陳景雍，漳州漳浦杜潯宅兜村人，居安仁鄉修竹裏（四都竹港一帶，今屬漳州雲霄縣）。
陈姓， 清康熙年间（1662—1722），有陈姓祖先自福建泉州来广东饶平县樟溪下院村建村，后来又有林姓前来定居。一开始建村于山上，后因山上用水不便，搬到山下。
林姓， 黄冈林氏始祖梅江【梅岗】公，乃东井公次子，原籍福建莆田东井，后入广东潮州饶平。生于南宋终于元，享寿八十岁，生四子，长子文惠是本系祖，子孙派衍于黄冈城内，黄冈林厝埭，联饶古笃，联饶新寮，钱东峙头，樟溪下院，海山，澄海之南湾，北湾及海丰，陆丰等地；次子派下子孙居于黄冈石牌村，【该村在公社化时建为公社养猪场，村民迁到下尾埔】；三子派下子孙居于黄冈猪仔场街，浮山灯塔，钱东镇。
林姓， 于清末，广东饶平浮山林氏至樟溪烈火村红琼岭西边建楼寨聚居，取名“凤春楼”，民众把村子称为“西岭”。
谢姓， 谢枋得宇君直，乃谢氏得姓始祖申伯的第75世裔孙，居江西信州知州(今江西上饶)。谢枋得次子谢定之，居福建宁化县石壁乡。谢枋得的第五代谢复昌(又称千四郎公)移居饶平樟溪。第八代传至谢宏远，又移居澄海外砂开基刨业。再以后分迁汕头市郊、澄海新溪等地。
詹姓， 六十一世祖大任公，生两子：次祀(六十二祖)，从福建宁化石壁村迁往江西广昌。祀生勉（六十三祖）。勉生二子：长五十郎学传（六十四祖）。六十四世祖五十郎公讳学传（1101-1189），字成宗，号正锋。北宋钦宗丙午年（1126年），社会动荡，南迁移居广东大埔茶阳长窖村。学传公是开基粤东、闽西南始祖。六十九世祖肇熙公，行三五郎，讳上弦，字东潞，号维明，生于南宋景定二年（1261年），妻张氏、杨氏，张氏生二子：必达、必敬，杨氏生一子：必恭。暂住海阳钱塘（今饶平钱东钱塘村），后迁往汤溪白水塘，最后在西瓜园（今饶洋西瓜园村）定居,是开基饶平的始祖。其后派居饒平茂芝、饶洋、新塘上南淳新村、小榕干子上、樟溪新民等地。
康姓， 入饶始祖康长官，以渔、农为业。于明末清初从福建龙溪许撤村迁徙入饶，初居海山东边村，后移居东灶,分支住黄冈、仙洲、樟溪。
刘姓，始祖開七公， 南宋居福建汀州寧化石壁村。六世祖文和公，初居饒平元歌都新安寨，今饒洋赤棠村。八世祖 長子：百一郎公，派下遷饒平樟溪锡坑村、刘厝埔村、径北村等，浮墩，大榕等處。
刘姓，新丰扬康《刘氏族谱》，先祖在明朝中期从广东县饶平新丰扬康村迁至樟溪锡坑村创祖开乡。
刘姓，于清康熙三十九年（1700），相传广东饶平坪溪夏校(今浮滨镇)村民，刘姓四房公到樟溪径北村搭田寮开荒种植。
刘姓，于明朝成化年间（1465—1487），先祖从广东饶平饶洋镇埔下村石井村迁至樟溪刘厝埔村建村，故名“刘厝埔”，全村刘姓。
赖姓，赖姓祖上从福建诏安县霞葛迁至广东饶平县东山，于明万历年间从东山迁至樟溪镇军寮村建村，现村主要祠堂只存赖氏三房祠，面积约600平方米。
张姓，从广东大埔县蔡阳迁至饶平县上饶坝上，随后到浮滨宫下，又至樟溪烈火，最后到樟溪锡坑落户。
张姓，从福建省漳州市诏安县太平镇景坑村迁到广东饶平县樟溪镇锡坑村。
余姓，明正德年间，广东饶平县黄冈上林和余厝祠的余氏迁樟溪镇英粉购置田园、山地经营本地创乡，因恰遇天降瑞雪，飘洒如筛粉，故名“英粉”。
黄姓，传祖上从广东饶平县三饶卓韵迁来迁到樟溪镇兴彬自然村。
蔡姓，明嘉靖年间，蔡姓先祖从福建漳浦迁居于广东饶平樟溪镇下广村，到目前已经延续29代，人丁兴旺时，建了个圆形土楼，叫蔡厝寨。
金姓，建于明嘉靖年间（公元1540），金氏从广东梅县至樟溪镇烈火村金厝岭建村，最早在此居住，故名“金厝岭”，现全村居民多数姓张，少数姓黄。
吕姓，清道光五年（1852年），吕氏从广东饶平东山双罗村至樟溪镇安溪村建村，后来邀请其姻兄张氏也迁至安溪村定居。